# نبرد ناروا (۱۹۴۴)
نبرد ناروا (انگلیسی: Battle of Narva) یک مبارزه نظامی میان نیروهای آلمان نازی و اتحاد جماهیر شوروی سوسیالیستی در جریان جنگ جهانی دوم از ۲ فوریه تا ۱۰ اوت ۱۹۴۴ در شهر ناروا بود.
شوروی با هدف تسخیر شهر ناروا که در اختیار ارتش آلمان بود نبرد را آغاز کرد اما نیروهای آلمانی با کمک سربازان محلی استونیایی مانع سقوط شهر شدند. هدف استراتژیک استالین استفاده از استونی به‌عنوان پایگاهی برای حملات هوایی و دریایی علیه فنلاند و تهاجم به پروس خاوری بود که این هدف محقق نشد.

## اهمیت نبرد
در پی شکسته شدن محاصره لنینگراد در ماه ژانویه سال ۱۹۴۴ و نزدیک شدن خط مقدم به استونی، دفاع از ناروا به مهم‌ترین نگرانی آلمانی‌ها در قسمت شمالی خط مقدم در جبهه شرقی بدل شد. با تسخیر ناروا راه ارتش سرخ در طول سواحل استونی به سمت تالین باز می‌شد و ناوگان بیرق سرخ شوروی می‌توانست عملیات عمیق‌تری در دریای بالتیک انجام دهد. متعاقباً تأسیسات نفت شیل در سواحل استونی که یکی از آخرین منابع نفتی باقی مانده برای آلمان بود، از دست می‌رفت. پیامدهای سیاسی این اتفاق هم برای آلمان جدی بود. فرماندهی عالی آلمان می‌دانست فنلاندی‌ها قصد دارند برای آتش‌بس با شوروی مذاکره کنند. تصور می‌شد حفظ سلطه آلمان بر استونی می‌تواند از کار جلوگیری کند.

## شرایط جغرافیایی
در جانب شرقی رود ناروا ارتفاعاتی با شیب تند وجود داشت که نیروهای ارتش سرخ با رسیدن به آن می‌توانستند تمامی مواضع آلمانی‌ها و تحرکات آن‌ها را در اراضی نسبتاً مسطح غرب رودخانه زیر نظر و آتش خود بگیرند.

## آماده‌سازی آلمانی‌ها
ارتشبد والتر مدل، فرمانده گروه ارتش شمال ورماخت روز ۲ فوریه سال ۱۹۴۴ از مواضع آلمانی‌ها در ناروا دیدن کرد. در ابتدا مسئولیت فرماندهی همه نیروها در طول رود ناروا بر عهده سپهید اتو اشپونهایمر، فرمانده سپاه ۵۴ ورماخت قرار گرفت. نیروهای تحت امر او «گروه اشپونهایمر» نامیده شدند که مستقیماً تابع فرماندهی گروه ارتش شمال بود. هنگامی که سپهبد یوهانس فریسنر روز ۲۳ فوریه جایگزین اشپنهایمر شد، این یگان به «گروه ناروا» تغییر عنوان داد.
در این مدت جریان مستمری از نیروی کمکی برای تقویت این قسمت از خط مقدم برای گروه ناروا فرستاده شد. لشکر پانتسرگرنادیِر فِلت‌هِرن‌هاله یکی از این یگان‌ها بود که از گروه ارتش مرکز عازم این ناحیه شد. بسیاری از نیروهای این لشکر از اعضای پیشین اس‌آ بودند. مأموریت این لشکر تأمین پشتیبانی زرهی برای مدافعان ناروا بود.

## تلاش‌های ارتش سرخ برای دور زدن دفاع ناروا
برای حمله از جانب شرقی به ناروا دالان نسبتاً باریک خشکی بین کرانه شمالی دریاچه پیپوس و کرانه دریای بالتیک که آن هم بیشتر مردابی بود، فضای چندانی برای تحرک به ارتش سرخ نمی‌داد. از این رو شوروی سعی کرد در راه‌های مختلف مواضع مدافعان در ناحیه ناروا را دور بزند.
در نخستین حملات، سپاه ۴۳ تفنگ‌دار شوروی با گذر از رود ناروا، حدود دو کیلومتر پیشروی کرد اما در مقابل مقاومت لشکر دویست‌وبیست‌وهفتم پیاده‌نظام ورماخت و تیپ پانتسرگرنادیر نِدِرلانت اس‌اس متوقف شد. آلمانی‌ها اوایل ماه فوریه ضد حمله‌ای اجرا کردند و نیروهای فرسوده شوروی را در کدروکولا مجدداً به پشت رودخانه عقب راندند.
در تلاش برای دور زدن دفاع آلمانی‌ها از شمال، ناوگان بیرق سرخ شوروی اواخر روز ۱۳ فوریه دو تیپ پیاده‌نظام دریایی را با کمک ۲۶ شناور از اندازه‌های مختلف، در ساحل استونی پیاده کرد. هدف دستیبابی به یک سرساحل در نزدیکی شهر مریکولا بود. مدافعان از پیش برای مواجهه با چنین کاری برنامه‌ریزی کرده بودند. در نتیجه، موج نخست نیروهای شوروی زیر آتش توپ‌های خط دفاعی پنتر، با مقاومت شدیدی روبه‌رو شدند. به هر حال مهاجمان توانستند به مریکولا برسند. قرارگاه گروه رزمی برلین که با نیروی ترکیبی مسئول دفاع از این قسمت خط ساحلی بود، به محاصره افتاد. به هر شکل ضدحمله آلمانی‌ها تا سپیده‌دم روز بعد اتصال را محاصره‌شدگان در مریکولا مجدداً برقرار کرد. متعاقباً نیروی ترکیبی از سربازان آلمانی و استونیایی، با پشتیبانی توپخانه ساحلی و تعدادی تانک تیگر از گردان ۵۰۲ زرهی سنگین، سرساحل ارتش سرخ را منهدم کردند. شوروی در این موقعیت حدود ۷۵۰ تن از نیروهای خود را از دست داد.
ارتش سرخ سرپل خود بر رود ناروا در کریواسو را با لشکر صدونهم تفنگ‌دار به عنوان نیروی کمکی به سپاه ۱۲۲ تفنگ‌دار، تقویت کرد. این نیرو در تلاش بود با پیشروی به سمت شمال غربی، ناحیه شهر ناروا را از جنوب به محاصره درآورد اما پس از تنها حدود دوازده کیلومتر پیشروی ناکام ماند. سه لشکر آلمانی از جمله لشکر پانتسرگرنادیر نورت‌لانت اس‌اس، در این موضع تلفات سنگینی به ارتش سرخ زدند. در این حال سپاه ۳۰ تفنگ‌دار شوروی مقداری در جنوب شرقی، پیشروی بیشتری حاصل کرد. ایستگاه خط آهن اووِره چند بار دست‌به‌دست شد تا این که نیروهای شوروی روز ۱۷ فوریه سلطه خود بر آن را تثبیت کردند. به هر صورت ضدحمله لشکر پانتسرگرنادیِر فلت‌هرن‌هاله این پیشروی ارتش سرخ را نیز در نهایت موقف کرد.
در یک تلاش مشابه به عملیات در ساحل بالتیک، نیروهای شوروی دست به اقدامی هم برای گذر از دریاچه پیپوس در جنوب ناروا زدند تا دفاع آلمان را دور بزنند. لشکر نودم تفنگ‌دار شوروی روز ۱۲ فوریه جزیره پریسار در درون این دریاچه را تصرف کرد و دو روز بعد سعی کرد سرپلی در ساحل غربی دریاچه در نزدیکی یوپرا برقرار کند. یک ضدحمله بلافاصله از طرف یک هنگ استونیایی و یک هنگ آلمانی سرپل و نیروهای شوروی در پریسار را از بین برد.

## تهاجم مستقیم به ناروا
ناکامی در دور زدن مواضع آلمانی‌ها در ناحیه ناروا سرخوردگی زیادی فرماندهی شوروی ایجاد کرد. به نظر می‌رسید راهی جز یک حمله مستقیم به سمت ناروا باقی نمانده است. استالین با آگاهی از آثار سیاسی درگیری‌ها در استونی بر مذاکرات آتش‌بس با فنلاند، روز ۱۴ فوریه به استاوکا، فرماندهی عالی ارتش سرخ، دستور داد فرمان به تصرف ناروا حداکثر تا روز ۱۷ فوریه ناروا دهد.
بدین منظور، ارتش دوم شوک شوروی نیروی کمکی بیشتری در قالب سپاه ۱۲۴ تفنگ‌دار دریافت کرد. این ارتش در همراهی با سپاه ۱۲۲ تفنگ‌دار، از سرپل جنوبی، دوباره به سمت ناروا حمله برد که عایدی چندانی نداشت. سپاه ۳۰ تفنگ‌دار محافظ شوروی در این جریان باز هم تلفات سنگینی خورد و این بار تقریباً دیگر چیزی از توان رزمی آن نماند. لشکر پانتسرگرنادیِر فِلت‌هِرن‌هاله در همکاری با لشکر شصت‌ویکم پیاده‌نظام و گردان ۵۰۲ زرهی سنگین، سپاه ۱۲۴ تفنگ‌دار شوروی را به خط آغازین آن عقب راند. در این قسمت یک برآمدگی خطرناک در خط مقدم در دست ارتش سرخ باقی مانده بود اما لشکرهای آن در این زمان دیگر توان بهره‌گیری از آن را نداشتند.